# Любинцы
Любинцы (укр. Любинці) — село в Грабовецко-Дулибской сельской общине Стрыйского района Львовской области Украины.
Население по переписи 2001 года составляло 1030 человек. Занимает площадь 10,6 км². Почтовый индекс — 82456. Телефонный код — 3245.